# Lenka von Koerber

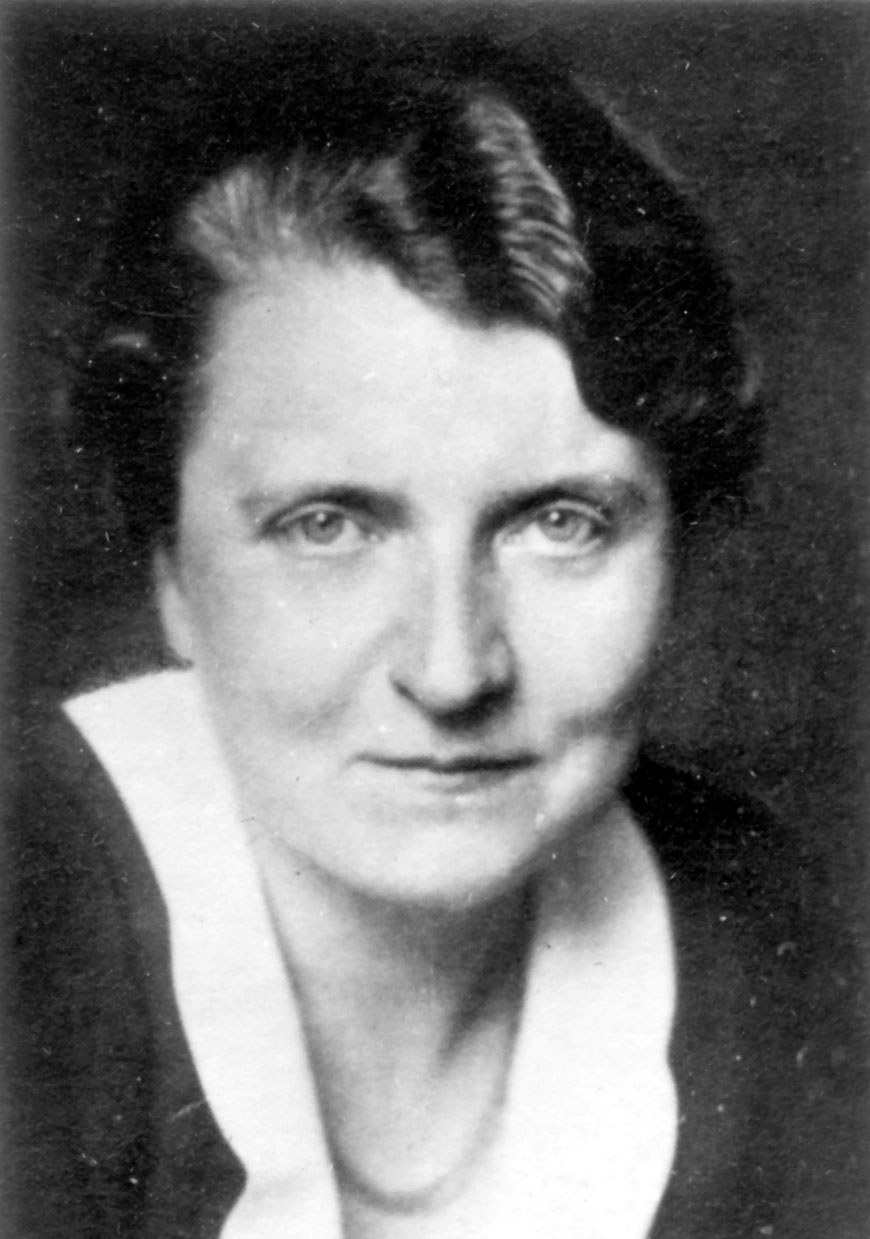
Lenka von Koerber, ca. 1934

Lenka von Koerber, geb. Helene Irmgard Louise von der Leyen (* 16. März 1888 in Niedeck (Schramowo), Gmina Zbiczno, Kreis Strasburg in Westpreußen; † 21. Juli 1958 in Leipzig) war eine deutsche Journalistin und Schriftstellerin.

## Leben

### Jugend

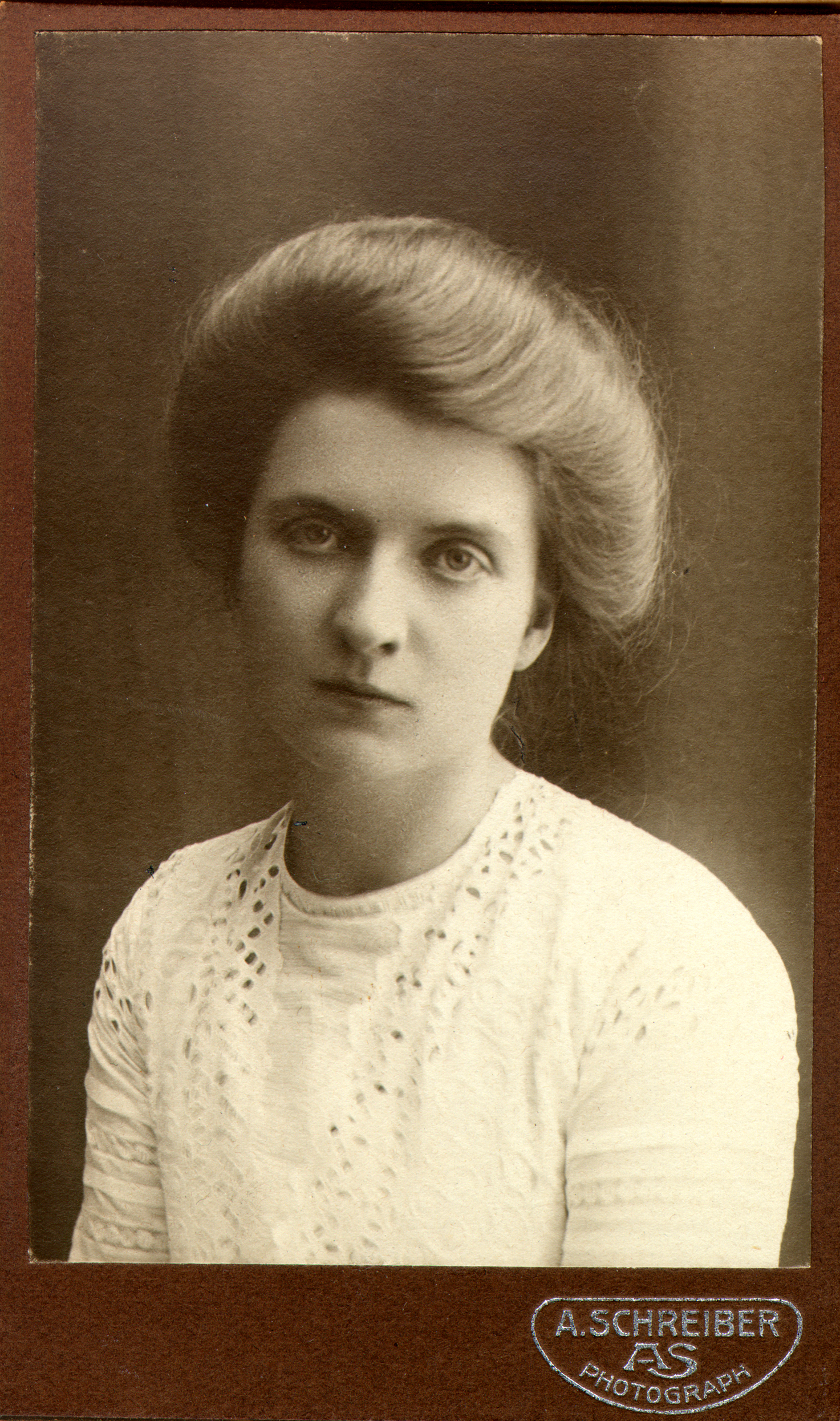
Lenka von der Leyen, um 1905

Helene Irmgard Louise von der Leyen wurde als Tochter des Rittergutbesitzers Werner von der Leyen aus der Seidenweberfamilie von der Leyen und Hildegard Hermes geboren. Zusammen mit ihren beiden älteren Geschwistern Elisabeth und Reinhard bekam sie sehr guten Hausunterricht, der sie ohne weiteres befähigte, die Aufnahmeprüfung für die „Höhere Töchterschule“ in Graudenz zu bestehen.
Zu Besuch bei ihren Berliner Cousinen Else, Ruth und Margarete von der Leyen erlebte sie, dass Frauen gebildet, selbstständig und sogar berufstätig sein konnten. Else war eine der ersten Ärztinnen in Deutschland. Es war nicht nur der vorübergehende Eindruck des Besuches, sondern auch der weitere Kontakt mit ihren Cousinen, der Lenka Alternativen zum vorgezeichneten Lebensweg aufzeigten. Während es ihrem Bruder verweigert wurde, seinen Wunschberuf Lehrer zu ergreifen und er eine Militärlaufbahn einschlug, und ihre musikalisch begabte Schwester den Wunsch nach einem Musikstudium zugunsten einer Ehe mit einem Gutsbesitzer aufgeben musste, gelang es Lenka sich durchzusetzen und 1911 Malunterricht bei Dora Hitz in Berlin zu nehmen. Diese Art von Malklassen war die einzige Möglichkeit eines Malstudiums für Frauen, da der Unterricht an der Kunstakademie nur Männern vorbehalten war.
In Berlin verlobte sie sich heimlich mit ihrem späteren Ehemann Egbert von Koerber, den sie bereits aus Westpreußen kannte. Auch Egbert stellte sich gegen die Pläne seiner Familie und ergriff den „nicht standesgemäßen Beruf“ eines Kaufmannes, darüber hinaus verließ er die protestantische Staatskirche und engagierte sich in der Christian Science. Beide planten nach dem Abschluss des Malstudiums bzw. der Kaufmannslehre nach England auszuwandern. Im Januar 1914 heirateten Lenka und Egbert und reisten unmittelbar danach nach London. Wenige Monate später, nach Kriegsbeginn, wurden sie in Großbritannien zu feindlichen Ausländern. Egbert wurde sofort mit einem Schiff nach Deutschland deportiert. Lenka folgte ihm kurz darauf mit einem Schiff für die Ehefrauen und Kinder.
Während Egbert seinen Militärdienst antrat, brachte Lenka in Leipzig in der gemeinsam angemieteten Wohnung ihren Sohn Heribert zur Welt. Lenkas Bruder Reinhard fiel bereits kurz nach Kriegsbeginn, ihr Mann Egbert erhielt 1916 in der Schlacht an der Somme einen Lungendurchschuss und starb kurze Zeit später.
Mit Kriegsende, Inflation und der Neuordnung Europas verlor Lenka von Koerber ihr gesamtes Vermögen und Erbansprüche und stand nun als alleinerziehende Mutter fast mittellos dar. Ab 1920 arbeitete sie journalistisch und, nachdem sie sich ihre erste Fotokamera gekauft und das Fotografieren gelernt hatte, ab 1926 auch als Bildreporterin.

### Parteipolitisches Engagement
Nach dem Ersten Weltkrieg schloss sich Lenka von Koerber der Friedensbewegung an und war von 1918 bis 1930 überaus aktives Mitglied der liberalen Deutschen Demokratischen Partei (DDP). Sie wurde Mitglied im Hauptausschuss der Berliner Organisation, im Besetzungsausschuss und im Schul- und Bildungsausschuss. Nach der Vereinigung des DDP mit der Volksnationale Reichsvereinigung verließ sie wie der gesamte linke Flügel die DDP. Trotz ihres starken sozialen Engagements wurde sie auch später nie Mitglied einer anderen Partei.

### Für eine Reform des Strafvollzugs
„Als die Weimarer Verfassung 1919 den Frauen die formale Gleichberechtigung brachte, war sie eine der ersten, die Schöffin und Geschworene wurde.“. Lenka von Koerber war als ehrenamtliche Bewährungshelferin tätig und trat für eine grundlegende Reform des Strafvollzugs ein. Ihre Erfahrungen in der Gefangenenfürsorge publizierte sie in Zeitungsartikeln und Büchern. Die literarischen Schwächen der autodidaktischen Schriftstellerin Lenka von Koerber und ihr damaliger Glaube an den Reformwillen im deutschen Strafvollzug brachten ihr eine scharfe Kritik von Kurt Tucholsky an ihrem Buch „Menschen im Zuchthaus“ ein, der ihr eine bürgerlich-distanzierte Sichtweise vorwarf. Es spricht vieles dafür, dass sie diese Kritik ernst genommen hat. Ihre späteren Veröffentlichungen zeigen noch mehr Empathie mit den Gefangenen. Lenka besuchte bei ihren Recherchen zahlreiche Haftanstalten überall in Deutschland, in Hamburg, München, Berlin und Leipzig.

### Engagierter Journalismus
1924 reiste Lenka von Koerber, wahrscheinlich im Auftrag der DDP nach Paris zum Frauenwahlrechtskongress. Dort lernte sie eine jüdische Augenärztin kennen, die sie einlud nach Palästina zu kommen, um dort die Kibbuz-Bewegung und die Umsetzung der Gleichberechtigung der Frauen in diesem Zukunftsprojekt kennen zu lernen. Sie brachte ihren Sohn bei Verwandten unter und reiste nach Palästina. Von dort aus schrieb sie Zeitungsartikel und illustrierte diese mit eigenen Fotos. Der Journalismus (und die Fotografie) wurde von nun an ihr Lebensunterhalt, entsprach aber auch ihrer Offenheit gegenüber Neuem. Gründliche Recherche und eigene Anschauung prägen ihre journalistischen Arbeiten.

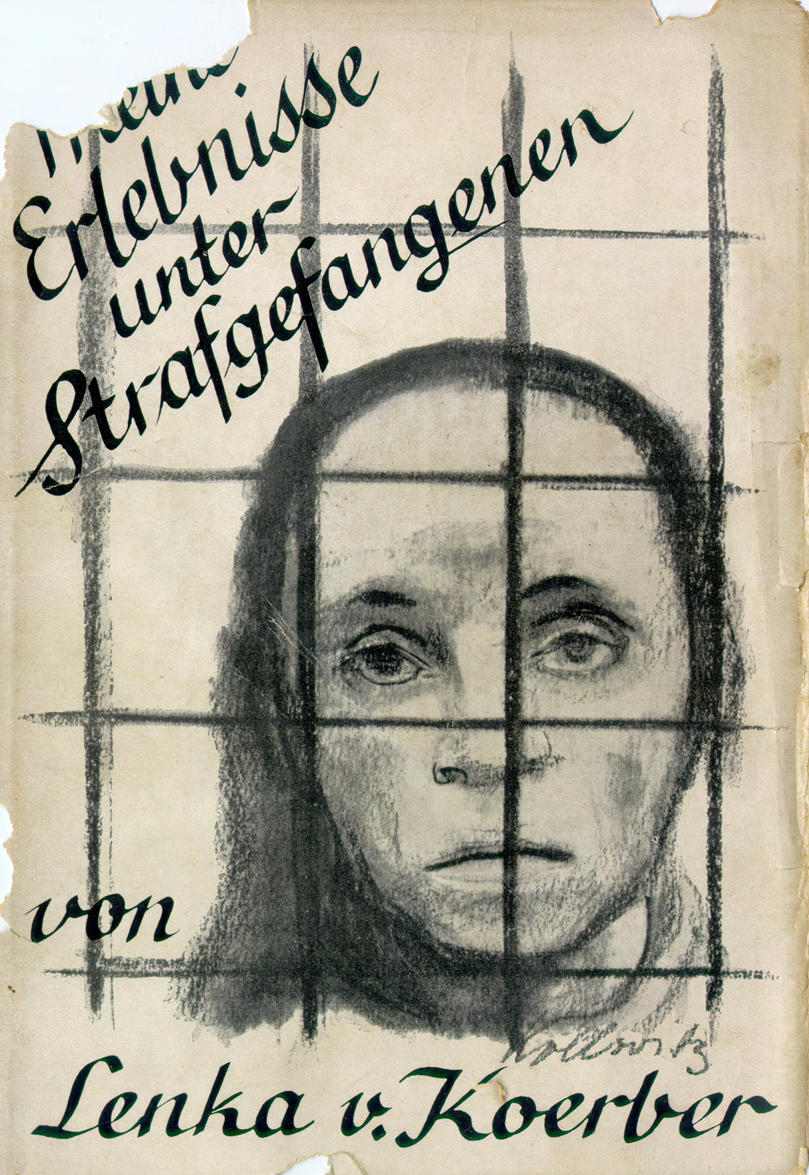
1928 von K. Kollwitz gestalteter Schutzumschlag

### Freundschaft mit Käthe Kollwitz
In der Druckvorbereitung für ihr neues Buch „Meine Erlebnisse unter Strafgefangenen“ kontaktierte Lenka 1927 die Malerin und Bildhauerin Käthe Kollwitz und bat sie darum, den Schutzumschlag zu gestalten. Den ersten Kontakt mit dem Werk von Käthe Kollwitz hatte Lenka möglicherweise während des Unterrichtes in der Malschule von Dora Hitz, die mit Käthe Kollwitz befreundet war.
Käthe Kollwitz sagte zu, bat sich aber Zeit aus, da sie zu dieser Zeit zusammen mit ihrem Mann Karl Kollwitz eine Reise in die UdSSR geplant hatte, von der sie allerdings öffentlich nicht sprach.
1928 liefert Käthe Kollwitz den Schutzumschlag und die beiden Frauen treffen sich. Daraus entsteht eine intensive Freundschaft, die bis zum Tod von Käthe Kollwitz 1945 anhält. Beide hatte im Ersten Weltkrieg geliebte Familienmitglieder verloren, beide waren durch Ablehnung des Faschismus und des Krieges miteinander verbunden. Lenka führte auch immer wieder Fotoarbeiten für Käthe Kollwitz aus.

### Studium des Strafvollzuges in der UdSSR

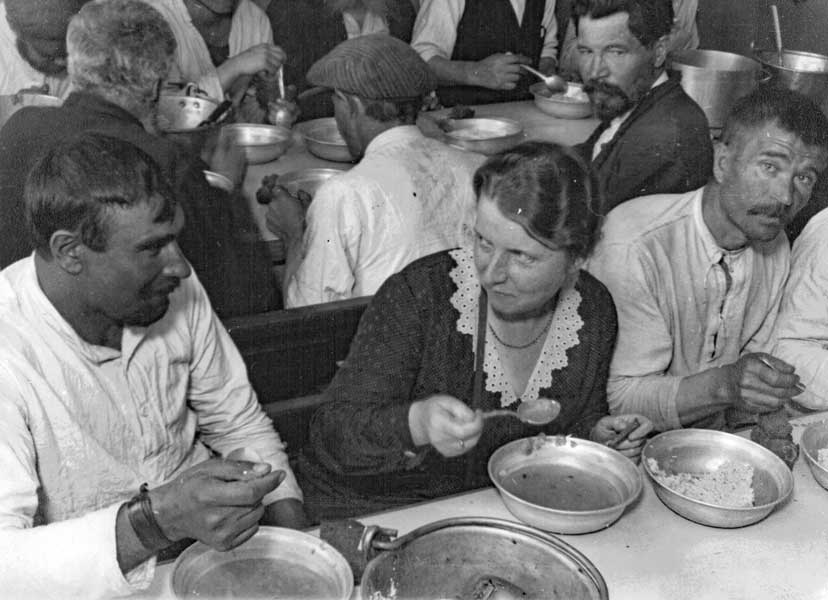
Lenka von Koerber 1932 beim Essen mit Strafgefangenen in der UdSSR

Von Käthe Kollwitz stammt wohl auch die Anregung für die Reise in die UdSSR. Auf jeden Fall vermittelte sie den Kontakt zu Clara Zetkin. Mit Unterstützung von Clara Zetkin und Nadeschda Konstantinowna Krupskaja erhielt Lenka von Elena Stassowa von der Roten Hilfe am 5. Mai 1932 die Einladung, für sieben Monate durch die UdSSR zu reisen, um sich über die neuen Methoden des Strafvollzugs in der Sowjetunion zu informieren. Sie war die erste ausländische Journalistin, die Zugang zu den Gefangenenlagern und Gefängnissen erhielt. Vor dem Hintergrund ihrer Erfahrungen mit dem deutschen Strafvollzug war sie sehr beeindruckt von den Erfolgen bei der sozialen Wiedereingliederung von Strafgefangenen in der Sowjetunion auf der Grundlage von Methoden, die durch Anton Semjonowitsch Makarenko entwickelt wurden. Die Autorin besuchte ausschließlich Gefängnisse und Kolonien für kriminelle Straftäter. Den politischen Strafvollzug klammerte sie bewusst aus, weil das auch in Deutschland nicht ihr Thema sei. In den sechs Monaten ihrer Studienreise bereiste sie fast die gesamte UdSSR und besuchte 15 Gefängnisse und Kolonien, in denen sie sich teilweise bis zu 20 Tagen aufhielt.
Noch 1933 ging Ernst Rowohlt das Wagnis ein, ihr Buch „Sowjetrußland kämpft gegen das Verbrechen“ drucken zu lassen. Das Werk wurde kurz darauf verboten und verbrannt. Das Buch erschien in Übersetzungen in Großbritannien, in der UdSSR und auch in China.
Ihre Schwiegermutter und ihre Schwager distanzierten sich im Zusammenhang mit dem Erscheinen des Buches in einem Brief von Lenka, weil „die Familie auf streng nationalem Boden steht“ und drohten mit Denunziation. Besonders verlangten sie von ihr, dass sie das Erscheinen in der UdSSR verhindert.

### Kontakt zum antifaschistischen Widerstand
Lenka von Koerber hatte trotz Hausdurchsuchung und kurzer Inhaftierung durch die Gestapo, aus der sie durch Eingreifen des damaligen Oberbürgermeisters von Leipzig Carl Friedrich Goerdeler befreit wurde, engen Kontakt zu Kreisen des Widerstandes, so zu dem Kommunisten Georg Sacke, Mitglied der Leipziger Widerstandsgruppe um Alfred Frank:

„Als Georg Sacke [1935] aus der dem KZ Sachsenburg entlassen wurde, bezog er weitere Intellektuelle ein [...] Sacke vermittelte ihnen seine Erfahrungen mit dem Justiz- und Gewaltapparat der Nationalsozialisten und den unmenschlichen, sadistischen Taten der Nazis. Zu dem Bekanntenkreis gehörten außer der schon erwähnten Journalistin Lenka von Koerber die Professorin Dr. Engländer und Frau Freiin Edith Aimée Amelie [von] Verschuer.“

 Einige dieser Treffen fanden in der Wohnung Lenka von Koerbers statt. Ein Brief aus dem Nachlass des Ehepaar Sacke zeigt, dass der Kontakt auch 1940 noch bestand.

### Journalistischer Alltag
Während ihrer lebenslangen journalistischen Tätigkeit schrieb Lenka von Koerber viele Artikel, die sicherlich zu einem guten Teil auch „nur“ dem Broterwerb dienten. Ein Nachbar aus ihrem Leipziger Mietshaus beschrieb das später so:

„Ein Stockwerk über uns wohnte eine bekannte Journalistin, Lenka von Koerber, geborene von der Leyen. [...] Die Journalistin [...] machte mit ihrem adeligen Selbstbewußtsein fast alle Redaktionen in Leipzig als "Redaktionswanze" unsicher. [...] Sie fuhr in das Sowjetreich, besichtigte Gefängnisse, wohnte Prozessen bei und schrieb nach ihrer Rückkehr über den in ihren Augen humanen Strafvollzug in Rußland. Eine Journalistin, wollte sie sich über Wasser halten, mußte allerdings auch ganz andere Themen aufgreifen. So machte sie die "Käthe-Kruse-Puppen" populär, nachdem sie viele Interviews mit der Puppenherstellerin Käthe Kruse in ihrer Werkstatt in Bad Kösen bei Leipzig gemacht hatte. Ein anderes Mal begleitete ich sie zu einer Reportage über einen "Hungerkünstler" [...] Ein Versuch, sich in armer Zeit durchzuschlagen: der Hungerkünstler und die Journalistin.“

### Nachkriegszeit und DDR
Nach dem Zweiten Weltkrieg wurde Lenka von Koerber Mitglied des Deutschen Schriftstellerverbandes und setzte ihre Tätigkeit als Journalistin, Fotografin und Schriftstellerin in Leipzig fort, wo sie 1954 ein Porträt-Buch über den Thomanerchor und deren damaligen Thomaskantor Günther Ramin veröffentlichte. Sie engagierte sich in ihren Publikationen in der DDR für straffällig gewordene Jugendliche und schrieb viel beachtete Bücher, so etwa über Käthe Kollwitz.

## Werke
- Meine Erlebnisse unter Strafgefangenen. Walter Haedecke Verlag, Stuttgart 1928.
- Menschen im Zuchthaus. Societäts-Verlag, Frankfurt/Main 1930.
- Sowjetrussland kämpft gegen das Verbrechen. Rowohlt, Berlin 1933 (kurz danach verboten).
- Verirrte Jugend. Aufbau Verlag, Berlin 1952.
- Wir singen Bach – Der Thomanerchor und sein Kantor. Verlag Neues Leben, Berlin 1954.
- Agnes geht den schmalen Weg. Petermänken Verlag, Schwerin 1955.
- Erlebtes mit Käthe Kollwitz. Rütten & Loening, Berlin 1957.
- Schicksal und Wandlung (unveröffentlichtes Fragment einer Autobiographie).